# Quỹ Nhi đồng Liên Hợp Quốc
Quỹ Nhi đồng Liên Hợp Quốc viết tắt là UNICEF (tiếng Anh: United Nations International Children's Emergency Fund) là một quỹ cứu tế được thành lập bởi Đại hội đồng Liên Hợp Quốc ngày 11 tháng 12 năm 1946.
Năm 1953, Liên Hợp Quốc thay tên của nó từ Quỹ Khẩn cấp Nhi đồng Quốc tế Liên Hợp Quốc (tiếng Anh: United Nations International Children's Emergency Fund) mà được biết dưới tên tiếng Việt là Cơ quan Cứu trợ Nhi đồng Liên Hợp Quốc, nhưng nó vẫn được gọi tắt theo từ chữ đầu UNICEF bắt nguồn từ tên cũ.

## Hoạt động
Quỹ Nhi đồng Liên Hợp Quốc đã thực hiện một số hoạt động sau:
| 2001 | Chiến dịch "Nói 'Đồng Ý' cho trẻ em" – Một phong trào toàn cầu khuyến khích mọi người tạo thay đổi cho thế giới bằng cách lưu tâm đến trẻ em. Hàng triệu người ghi tên hứa sẽ thực thi công tác tìm cách nâng cao đời sống trẻ em. |
| 1996 | Chiến tranh và trẻ em – Bản báo cáo của Machel: "Tác hại của chiến tranh vũ khí đối với trẻ em" - do UNICEF bảo trợ. |
| 1990 | "Hội nghị Quốc tế về trẻ em" – Lần đầu tiên trong lịch sử, các giới lãnh đạo các quốc gia họp tại tòa nhà Liên Hợp Quốc tại New York đề xướng kế hoạch 10 năm cho vấn đề sức khỏe, dinh dưỡng và giáo dục cho trẻ em.              |
| 1989 | Quy ước về "nhân quyền của trẻ em" – Bắt đầu có hiệu lực từ tháng 9 năm 1990. Quy ước này được thế giới công nhận nhanh nhất và sâu rộng nhất trong lịch sử các loại quy ước về nhân quyền.                                        |
| 1987 | Cuộc khảo cứu "Thay đổi kinh tế và bộ mặt nhân loại" - khiến thế giới phải lưu tâm đến vấn đề bảo vệ phụ nữ và trẻ em đối phó với các tác hại của thay đổi kinh tế tại các quốc gia nghèo.                                         |
| 1982 | "Cách mạng về sự sống còn và phát triển của trẻ em" – UNICEF phát động phong trào để cứu háng triệu trẻ em hàng năm. "Cách mạng" dựa vào 4 nguyên tắc giản đơn: theo dõi sức lớn trẻ em, nước uống, sữa mẹ và tiêm ngừa miễn nhiễm |
| 1981 | Chấp hành quy tắc "Sữa mẹ" – Khuyến khích người mẹ cho con bú sữa mẹ hầu làm giảm một số các chứng bệnh trẻ em. |
| 1979 | Năm Quốc tế Trẻ Em |
| 1965 | UNICEF được trao tặng Giải Nobel Hòa bình cho công việc khích lệ tình thương tương trợ giữa các quốc gia. |
| 1961 | Giáo dục – Thúc đẩy và giúp đỡ các quốc gia về vấn đề giáo dục trẻ em. |
| 1959 | Tuyên bố về "Quyền Trẻ Em" – Liên Hợp Quốc tuyên bố về "Quyền Trẻ Em" - mọi trẻ em có quyền được bảo vệ, giáo dục, chăm lo sức khỏe, chỗ ở và dinh dưỡng.                                                                          |
| 1954 | Tài tử Danny Kaye được chọn làm "Đại sứ thiện chí cho UNICEF". Bộ phim "Trọng Trách Trẻ Em" của ông ta về công tác của UNICEF tại Á Châu được hơn 100 triệu người xem.                                                             |
| 1953 | UNICEF trở thành một bộ phận thường trực của Liên Hợp Quốc – UNICEF bắt đầu chiến dịch bài trừ bệnh yaws, một chứng bệnh tàn phá cơ thể hàng trăm triệu trẻ em nhưng có thể chữa bằng thuốc penicillin.                            |
| 1946 | Chiến dịch "Thực phẩm cho châu Âu" – Sau Thế Chiến Thứ Hai, trẻ em tại châu Âu bị nạn đói và bệnh tật lan tràn. Liên Hợp Quốc thành lập quỹ UNICEF vào tháng 12 năm 1946 để cứu trợ thực phẩm, quần áo cho chúng.                  |

## Các ngày lễ quốc tế về trẻ em
Các ngày lễ quốc tế và năm hành động về trẻ em, trong đó phần lớn do Liên Hợp Quốc ban hành trong các Nghị quyết được Đại hội đồng thông qua.
| Ngày  | Tên ngày lễ                                               | Tên tiếng Anh                                                | Văn bản          |
| ----- | --------------------------------------------------------- | ------------------------------------------------------------ | ---------------- |
| 1/06  | Ngày Quốc tế Thiếu nhi                                    | Children's Day                                               | Ngoài LHQ        |
| 4/06  | Ngày Quốc tế của Trẻ em vô tội và là Nạn nhân bị xâm lược | International Day of Innocent Children Victims of Aggression | A/RES/ES-7/8     |
| 12/06 | Ngày Thế giới chống Lao động Trẻ em                       | World Day Against Child Labour                               | A/RES/ES-7/8     |
| 11/10 | Ngày Quốc tế Trẻ em gái                                   | International Day of the Girl Child                          | A/RES/66/170     |
| 20/11 | Ngày Thiếu nhi Thế giới                                   | Universal Children's Day                                     | 836(IX), 12/1954 |
| Năm:  |                                                           |                                                              |                  |
| 1979  | Năm Quốc tế Thiếu nhi                                     | International Year of the Child                              |                  |

## Ban điều hành
Hàng năm vào tháng Tư hoặc tháng Năm, Hội đồng Kinh tế và Xã hội Liên Hợp Quốc (ECOSOC) bầu từ các thành viên Liên Hợp Quốc từ năm khu vực, để chọn ra các thành viên của Ban điều hành UNICEF.
Thành viên mới được bầu bắt phục vụ từ đầu năm dương lịch với nhiệm kỳ ba năm. Mỗi năm chỉ bầu một số lượng nhất định thành viên mới vào Ban chấp hành, để đảm bảo tính liên tục của kinh nghiệm điều hành. Phân phối lượng ủy viên cho 5 khu vực, nêu trong bảng.
Các thành viên Ban điều hành UNICEF gần đây:
| Nhiệm kỳ | Châu Phi (8)                                                            | Châu Á (7)                                | Mỹ Latin & Caribe(5)                            | Đông Âu (4)          | Tây Âu & các nước khác (12)                          |
| -------- | ----------------------------------------------------------------------- | ----------------------------------------- | ----------------------------------------------- | -------------------- | ---------------------------------------------------- |
| 2016-18  | Botswana · Cameroon · Ethiopia · Libya · Sierra Leone                   | Ấn Độ · Iran · Nepal                      | El Salvador                                     | Bosna và Hercegovina | Andorra · Đan Mạch · Luxembourg · Thụy Sĩ            |
| 2015-17  | Burkina Faso · Eritrea                                                  | Bangladesh · Trung Quốc · Hàn Quốc        | Antigua và Barbuda · Colombia                   | Belarus · Estonia    | Úc · Canada · Phần Lan · Tây Ban Nha                 |
| 2014-16  | Zambia                                                                  | Papua New Guinea                          | Cuba · Panama                                   | Nga                  | Đức · Nhật Bản · Hà Lan · Ý · New Zealand · Anh Quốc |
| 2013-15  | Cộng hòa Trung Phi · Cộng hòa Dân chủ Congo · Djibouti · Ai Cập · Ghana | Iran · Ấn Độ · Thái Lan                   | Guyana                                          | Bulgaria             | Bỉ · Đan Mạch · Pháp · Hoa Kỳ                        |
| 2012-14  | Cabo Verde · Gambia · Kenya                                             | Trung Quốc · Indonesia · Qatar · Hàn Quốc | Antigua và Barbuda · Cuba · El Salvador · Haiti | Albania              | Áo                                                   |

## Giám đốc điều hành
| Giám đốc           | Từ     | Nhiệm kỳ  |
| ------------------ | ------ | --------- |
| Anthony Lake       | Hoa Kỳ | 2010-...  |
| Ann Veneman        | Hoa Kỳ | 2005–2010 |
| Carol Bellamy      | Hoa Kỳ | 1995–2005 |
| James Grant        | Hoa Kỳ | 1980–1995 |
| Hebry R. Labouisse | Hoa Kỳ | 1965–1979 |
| Maurice Pate       | Hoa Kỳ | 1946–1965 |

## Đại sứ thiện chí quốc tế
Đại sứ thiện chí quốc tế đang còn hoạt động
1. Katy Perry,  Hoa Kỳ, tháng 12 năm 2013[5]
2. Biyouna,  Algérie, tháng 11 năm 2012
3. Serena Williams,  Hoa Kỳ, tháng 9 năm 2011[6]
4. Liam Neeson,  Ireland, tháng 3 năm 2011[7]
5. Kim Yuna,  Hàn Quốc, tháng 7 năm 2010[8]
6. Lionel Messi,  Argentina, tháng 3 năm 2010[9]
7. Orlando Bloom,  Anh Quốc, tháng 10 năm 2009[10]
8. Maria Guleghina,  Ukraina, tháng 2 năm 2009[11]
9. Myung-whun Chung,  Hàn Quốc, tháng 4 năm 2008[12]
10. Ishmael Beah,  Sierra Leone, tháng 11 năm 2007[13]
11. Simon Rattle,  Anh Quốc, tháng 11 năm 2007[14]
12. Dàn nhạc Berliner Philharmoniker,  Đức, tháng 11 năm 2007[14]
13. Gavin Rajah,  Nam Phi, tháng 8 năm 2007[15]
14. Queen Rania of Jordan,  Jordan, tháng 1 năm 2007[16]
15. David Beckham,  Anh Quốc, tháng 8 năm 2005[17]
16. Amitabh Bachchan,  Ấn Độ, tháng 4 năm 2005[18]
17. Danny Glover,  Hoa Kỳ, tháng 9 năm 2004[19]
18. Lang Lang, Trung Quốc, tháng 5 năm 2004[20]
19. Jackie Chan,  Hồng Kông, tháng 4 năm 2004[21]
20. Ricky Martin,  Puerto Rico, tháng 11 năm 2003[22]
21. Shakira,  Colombia, tháng 10 năm 2003[23]
22. Whoopi Goldberg,  Hoa Kỳ, tháng 9 năm 2003[24]
23. Angélique Kidjo,  Bénin, tháng 7 năm 2002[25]
24. Femi Kuti,  Nigeria, tháng 6 năm 2002[26]
25. Sebastião Salgado,  Brasil, tháng 4 năm 2001[27]
26. Mia Farrow,  Hoa Kỳ, tháng 9 năm 2000[28]
27. Susan Sarandon,  Hoa Kỳ, tháng 12 năm 1999[29]
28. Maxim Vengerov,  Nga, tháng 7 năm 1997[30]
29. Judy Collins,  Hoa Kỳ, tháng 9 năm 1995[31]
30. Vanessa Redgrave,  Anh Quốc, tháng 6 năm 1995[32]
31. Leon Lai,  Hồng Kông, tháng 7 năm 1994[33]
32. Nana Mouskouri,  Hy Lạp, tháng 10 năm 1993[34]
33. Roger Moore,  Anh Quốc, tháng 8 năm 1991[35]
34. Harry Belafonte,  Hoa Kỳ, tháng 3 năm 1987[36]
35. Tetsuko Kuroyanagi,  Nhật Bản, tháng 2 năm 1984[37]

## Các nước và vùng có cơ quan UNICEF
Các nước và vùng lãnh thổ có cơ quan UNICEF
1. Andorra: UNICEF Comitè d'Andorra ws
2. Úc: UNICEF Australia ws
3. Áo: UNICEF Österreich ws
4. Bỉ: UNICEF Belgium ws
5. Canada: UNICEF Canada ws
6. Cộng hòa Séc: Český výbor pro UNICEF ws
7. Đan Mạch: UNICEF Danmark ws
8. Estonia: UNICEF Eesti ws
9. Phần Lan: Suomen UNICEF ws
10. Pháp: UNICEF France ws
11. Đức: UNICEF Deutschland ws
12. Hy Lạp: UNICEF ws
13. Hồng Kông: Hong Kong Committee for UNICEF ws
14. Hungary: UNICEF Magyar Bizottság ws
15. Iceland: UNICEF Ísland ws
16. Indonesia: UNICEF Indonesia ws
17. Ireland: UNICEF Ireland ws
18. Israel: Israeli Fund for UNICEF ws
19. Ý: Comitato Italiano per l'UNICEF Onlus ws
20. Nhật Bản: UNICEF ws
21. Hàn Quốc: Korean Committee for UNICEF ws
22. Litva: Lithuanian National Committee for UNICEF ws Lưu trữ ngày 21 tháng 10 năm 2007 tại Wayback Machine
23. Luxembourg: UNICEF ws
24. Hà Lan: UNICEF the Netherlands ws
25. New Zealand: UNICEF New Zealand ws
26. Na Uy: UNICEF Norge ws
27. Ba Lan: UNICEF Polska ws
28. Bồ Đào Nha: UNICEF ws
29. San Marino: National Committee for UNICEF of San Marino
30. Slovakia: SV pre UNICEF ws
31. Slovenia: UNICEF Slovenija ws
32. Tây Ban Nha: UNICEF Comité Español ws
33. Thụy Điển: UNICEF Sverige ws
34. Thụy Sĩ: UNICEF ws
35. Thổ Nhĩ Kỳ: UNICEF Türkiye Milli Komitesi
36. Anh Quốc: UNICEF United Kingdom
37. Hoa Kỳ: U.S. Fund for UNICEF
38. Việt Nam: UNICEF Việt Nam